# Marquesa de Santos (minissérie)
Marquesa de Santos é uma minissérie brasileira produzida e exibida pela Rede Manchete entre 21 de agosto e 5 de outubro de 1984, em 52 capítulos, sendo substituída por Viver a Vida. Escrita por Wilson Aguiar Filho, com a colaboração de Carlos Heitor Cony, sob direção geral de Ary Coslov. Destaca-se como a primeira obra dramarúrgica da história da Manchete.
Conta com Maitê Proença, Gracindo Júnior, Bibi Ferreira, Maria Padilha, Edwin Luisi, Sérgio Britto, Beth Goulart e Carlos Gregório nos papéis principais.

## Enredo
Domitila de Castro é uma mulher inteligente e a frente do tempo, que, ao se tornar amante de Dom Pedro I, usa sua influência na política local, na luta pela caridade e vira anfitriã de bailes históricos. O romance, porém, gera diversos conflitos entre Domitila e sua família e também entre Pedro e a Imperatriz Leopoldina e a Rainha Carlota Joaquina. Paralelamente a história discorre sobre os fatores que levaram à independência do Brasil e a relação de Dom Pedro com seus aliados políticos, bem como sua outra amante, Ana Steinhausen, que gera um filho ilegítimo.

## Elenco
| Ator                | Personagem                                                  |
| ------------------- | ----------------------------------------------------------- |
| Maitê Proença       | Domitila de Castro Canto e Melo, Marquesa de Santos         |
| Gracindo Júnior     | Dom Pedro I, Imperador do Brasil                            |
| Bibi Ferreira       | Carlota Joaquina, Rainha de Portugal                        |
| Maria Padilha       | Maria Leopoldina, Imperatriz do Brasil                      |
| Edwin Luisi         | Francisco Gomes (Chalaça)                                   |
| Sérgio Britto       | João de Castro Canto e Melo, Visconde de Castro             |
| Beth Goulart        | Maria Benedita de Castro Canto e Melo, Baronesa de Sorocaba |
| Carlos Gregório     | Boaventura Delfim Pereira, Barão de Sorocaba                |
| Leonardo Villar     | José Bonifácio                                              |
| Thaís Portinho      | Bárbara Heliodora                                           |
| Diogo Vilela        | Tenente Moraes                                              |
| Sônia Clara         | Ana Steinhausen Schüch                                      |
| Jacqueline Laurence | Ana Francisca Maciel, Baronesa de Goytacazes                |
| Serafim Gonzalez    | Felisberto Caldeira, Marquês de Barbacena                   |
| Luiz Baccelli       | Francisco Vilela, Visconde de Paranaguá                     |
| Fábio Junqueira     | Conselheiro João Pinto                                      |
| Luis de Lima        | Ministro João Paranaguá                                     |
| Renato Coutinho     | Ministro Martim Francisco                                   |
| Tina Ferreira       | Narcisa Cândida Bonifácio                                   |
| Paulo Pinheiro      | Bispo José Caetano                                          |
| Buza Ferraz         | Terêncio                                                    |
| Fernando Eiras      | Francisco                                                   |
| Joséphine Hélene    | Jana                                                        |
| Maria Alves         | Cotinha                                                     |
| David Pinheiro      | Intendente Aragão                                           |
| Joana Medeiros      | Maria Flora                                                 |
| Roberto Newton      | Pedro II do Brasil                                          |
| Marcos D'Alves      | Augusto Steinhaussem                                        |

### Participação especial
| Ator              | Personagem                    |
| ----------------- | ----------------------------- |
| Ariel Coelho      | Roque Schüch                  |
| Reinaldo Gonzaga  | Embaixador da Áustria         |
| Roberto Pirillo   | Augusto Steinhaussem (adulto) |
| Dênis Derkian     | Ernest Pierre Saisset         |
| Tessy Callado     | Henriette Clémence Saisset    |
| Camilo Bevilacqua | Gonçalves Ledo                |
| Isio Ghelman      | Heathcliff                    |
| Jaime Leibovitch  | Nóbrega                       |